# 약목선산로
약목선산로는 경상북도 칠곡군 북삼읍 덕산 교차로와 구미시 선산읍 1호광장 교차로를 잇는 도로이다. 전 구간 국도 제33호선에 속한다. 이름과는 다르게 약목면을 지나지는 않는다.

## 연혁
- 2016년 8월 9일 : 구미시 구포동 ~ 구평동 6.77km 구간을 자동차 전용도로로 지정[1], 구미시 구평동 ~ 칠곡군 약목면 덕산리 7.41km 구간을 자동차 전용도로로 지정[2], 구미시 거의동 ~ 고아읍 송림리 8.57km 구간을 자동차 전용도로로 지정[3], 구미시 고아읍 송림리 ~ 선산읍 완전리 11.2km 구간을 자동차 전용도로로 지정[4]
- 2016년 11월 23일 : 구미시 국도대체우회도로 구포 ~ 덕산 구간 중 일부(칠곡군 석적읍 포남리 ~ 북삼읍 오평리) 1.78km 구간을 주민 편의를 위해 임시 개통[5]
- 2020년 1월 17일 : 구미시 국도대체우회도로 구포 ~ 덕산간 도로 2공구(구미시 구평동 ~ 칠곡군 약목면 덕산리) 7.41km 구간 일부 개통[6][7]
- 2020년 3월 9일 : 구미시 국도대체우회도로 구포 ~ 덕산간 도로 개통으로 인해 기존 칠곡군 북삼읍 오평리 덕산교차로 ~ 구미시 오태동 경계 2.8km 구간 폐지[8]
- 2020년 6월 30일 : 구미시 국도대체우회도로 구포 ~ 덕산간 도로 1공구(구미시 거의동 ~ 구평동) 6.95km 구간 개통[9]
- 2021년 6월 30일 :  구미시 국도대체우회도로 구포 ~ 생곡간 도로 1공구(구미시 거의동 ~ 고아읍 송림리) 9.7km 구간 개통[10]
- 2021년 12월 17일 : 구미시 국도대체우회도로 구포 ~ 생곡간 도로 2공구(구미시 고아읍 송림리 ~  선산읍 이문리) 11.86km 구간 개통[11]
- 2022년 3월 24일: 약목선산로로 도로명 부여[12]

## 주요 경유지
경상북도
- 칠곡군 (북삼읍 - 석적읍)
- 구미시 (인동동 - 양포동 - 고아읍 - 선산읍)

## 노선
- (■): 자동차 전용도로 구간

| 이름                          | 접속 노선                                     | 소재지        | 소재지                                      | 비고          |
| 동덕로와 직결                 | 동덕로와 직결                                 | 동덕로와 직결 | 동덕로와 직결                               | 동덕로와 직결 |
| ----------------------------- | --------------------------------------------- | ------------- | ------------------------------------------- | ------------- |
| 덕산 교차로                   | 국도 제33호선 (강변서로)                      | 칠곡군        | 북삼읍                                      |               |
| 덕포대교                      |                                               | 칠곡군        | 북삼읍                                      |               |
|                               | 석적읍                                        | 칠곡군        |                                             |               |
| 포남 교차로 (석적IC교)        | 포망로                                        | 칠곡군        |                                             |               |
| 석적2교                       |                                               | 칠곡군        |                                             |               |
| 석적2터널                     |                                               | 칠곡군        | 선산 방면 연장 2,434m 칠곡 방면 연장 2,407m |               |
| 석적1교                       |                                               | 칠곡군        |                                             |               |
| 석적1터널                     |                                               | 칠곡군        | 선산 방면 연장 1,435m 칠곡 방면 연장 1,437m |               |
| 석적1터널                     |                                               | 구미시        | 선산 방면 연장 1,435m 칠곡 방면 연장 1,437m | 인동동        |
| 백곡교                        |                                               | 구미시        |                                             | 인동동        |
| 백곡터널                      |                                               | 구미시        | 연장 약 100m                                | 인동동        |
| 구평 교차로 (구평IC교)        | 지방도 제514호선 (인동가산로)                 | 구미시        |                                             | 인동동        |
| 낙수교                        |                                               | 구미시        |                                             | 인동동        |
| 인동터널                      |                                               | 구미시        | 선산 방면 연장 1,175m 칠곡 방면 연장 1,090m | 인동동        |
| 검성 교차로 (검성교)          | 검성로                                        | 구미시        |                                             | 인동동        |
| 구포터널                      |                                               | 구미시        | 선산 방면 연장 1,960m 칠곡 방면 연장 1,930m | 인동동        |
| 구포터널                      | 양포동                                        | 구미시        | 선산 방면 연장 1,960m 칠곡 방면 연장 1,930m |               |
| 구포교 한천1교                |                                               | 구미시        |                                             |               |
| 거의 교차로 (한천2교)         | 산호대로                                      | 구미시        |                                             |               |
| 거의졸음쉼터                  |                                               | 구미시        | 칠곡방향                                    |               |
| 한천3교                       |                                               | 구미시        |                                             |               |
| 양호지하차도                  |                                               | 구미시        |                                             |               |
| 양호대교                      |                                               | 구미시        |                                             |               |
|                               | 고아읍                                        | 구미시        |                                             |               |
| 괴평 교차로                   | 원지평로                                      | 구미시        |                                             |               |
| 송림 교차로                   | 송평로                                        | 구미시        |                                             |               |
| 항곡 교차로                   | 지방도 제927호선 (숭선로)                     | 구미시        |                                             |               |
| 예강 교차로                   |                                               | 구미시        |                                             |               |
| 감천교                        |                                               | 구미시        | 선산읍                                      |               |
| 원리 교차로                   | 유학길                                        | 구미시        | 선산읍                                      |               |
| 1호광장 교차로 (선산지하차도) | 국도 제33호선 국도 제59호선 (선산대로) 남문로 | 구미시        | 선산읍                                      |               |
| 선상서로와 직결               |                                               |               |                                             |               |

## 같이 보기
- 국도 제33호선